# Marie-Ève Joël
Pour les articles homonymes, voir Joël.
Marie-Ève Joël, née le 28 mai 1946 à Besançon et décédée le 16 décembre 2019 dans le 12e arrondissement de Paris, est une économiste française, pionnière dans le champ de l’économie du vieillissement et de la perte d’autonomie en France.

## Biographie
Docteur en sciences économiques (1975, Université Paris I), Marie-Eve Joël a réalisé l’ensemble de sa carrière académique à l’université Paris Dauphine, où elle occupait le poste de professeur émérite depuis 2016. Ses travaux de recherche ont principalement porté sur l’économie du vieillissement et de la perte d’autonomie des personnes âgées. Ces travaux ont notamment porté  sur le coût social de la perte d'autonomie,,, l'accompagnement à domicile et le rôle des aidants,,, l'organisation des établissements médico-sociaux ou encore les comparaisons de systèmes de protection sociale pour les personnes âgées. 
Marie-Eve Joël a été responsable du laboratoire d’économie de la santé de Dauphine (LEDA-LEGOS) de 2000 à 2008, puis coresponsable de 2008 à 2010. Elle a occupé le poste de directeur du Département Master Sciences des Organisations de l'Université Paris Dauphine de 2001 à 2011. Elle a également créé au sein de cette université le master : « Économie et Gestion des activités médico-sociales » en 2000, dont elle a assuré la direction jusqu’en 2010.
Marie-Eve Joël a été vice-présidente (2006-2010) puis présidente du Conseil scientifique de la Caisse nationale de solidarité pour l’autonomie (CNSA) de 2010 à 2018. Elle a également été membre de différents conseils scientifiques d’institutions œuvrant dans le champ de la dépendance, et experte dans de nombreuses commissions de l’administration sanitaire et sociale.

## Ouvrages
- Accompagner (autrement) le grand âge, Les Éditions de l'Atelier, Paris 2014.
- Économie du vieillissement, M.-E. Joël et J. Wittwer (eds), Paris, Éditions L'Harmattan, 2005 (2 tomes), actes des XXVe Journées de l’Association d’économie sociale, Paris, 8-9 septembre 2005.
- Prise en charge de la maladie d’Alzheimer en Europe, avec E. Cozette (eds), Paris, Éditions de l’INSERM, 2002.
- La Maladie d’Alzheimer, quelle place pour les aidants. Expériences innovantes et perspectives en Europe, avec A. Colvez (éditeurs), Paris, Éditions Masson, 2002.
- La Protection sociale des personnes âgées, Presses universitaires de France, « Que sais-je », novembre 2000.
- Aider les personnes âgées, arbitrages économiques et familiaux (avec Cl. Martin), Éditions de l’ENSP, avril 1998.

## Récompenses et distinctions
- Chevalier de la Légion d’Honneur[13].
- Chevalier de l’Ordre du Mérite[13].
- Officier de l'Ordre des Palmes académiques.